# غوستافو كويرتن
غوستافو كويرتن (بالبرتغالية: Gustavo Kuerten) (بالبرتغالية: ɡustavu kiɾtẽ) ولد في 10 سبتمبر عام 1976 في فلوريانوبوليس، سانتا كاتارينا في البرازيل، هو لاعب كرة مضرب معتزل، ولقد استطاع الوصول إلى التصنيف الأول على العالم في رابطة محترفي كرة المضرب، وقد حصل على لقب بطولة فرنسا المفتوحة ثلاث مرات بين عامي 1997 و2001، ولقب كأس الأساتذة في عام 2000. بعد 12 عاماً من الاحتراف أعلن غوستافو كويرتن الاعتزال في شهر مايو من العام 2008.

## عالم الاحتراف
كلاعب صغير في أمريكا الجنوبية كان كويرتن دائما ما يبهر الجميع بأدائه الرائع رغم صغر سنه، فعندما كان يبلغ من العمر 15 عامًا بدلاً أن يشارك في بطولات فئة أعمار 15-16 كان يلعب في بطولات فئة أعمار 17-18.
بعد سنتين من الأداء الكبير أصبح كويرتن اللاعب المصنف رقم 2 في البرازيل خلف فرناندو ميليغيني، وكان له أثر كبير في مساعدة المنتخب البرازيلي في مسابقة كأس ديفيز بعد هزيمة النمسا في عام 1996 وتصدر البرازيل لمجموعتها.
كانت بداية كويرتن الحقيقية في موسم 1997 فلقد توج بلقب بطولة فرنسا المفتوحة على عكس كل التوقعات التي كانت منصبة على لاعبي النخبة وقتها، ورغم أنه لم يقدم موسم جيد إلا أنه استطاع التتويج بلقب بطولة جراند سلام. في العام التالي كان أحد أسوء مواسم كويرتن في مسيرته، فبعدما توج بلقب بطولة فرنسا المفتوحة أصبح أحد سفراء البرازيل في رياضة كرة المضرب مما زاد الضغط عليه بشكل كبير للغاية، وكان الجميع ينتظر قدوم البطولة الفرنسية لرؤية حامل اللقب يلعب من جديد ويتألق، وفعلاً جاء وقت البطولة والتحق بكويرتن مئات الصحفيين البرازيليين القادمين إلى باريس لتغطية الحدث، إلا أن الروسي مارات سافين هدم آمال البرازيلي وعاد أدراجه خائباً.
مثل العديد من لاعبي أمريكا الجنوبية الذين يفضلون أكثر شيء اللعب على الأرضيات الترابية، كان كويرتن أحدهم وهو الذي استطاع الحصول على لقب الجوهرة الفرنسية رولان غاروس ثلاث مرات في أعوام 1997 و2000 و2001.
بدأ كويرتن بطولة فرنسا المفتوحة في عام 2000 بشكل رائع واستطاع هزيمة الروسي يفجيني كافلينكوف في ربع النهائي واستطاع هزيمة اثنين من بين المصنفين العشرة الأوائل عالميا وقتها، وعند نهاية الموسم استطاع كويرتن كسب بطولة كأس الأساتذة أيضاً، وفي وقت لاحق من نفس العام أصبح كويرتن المصنف رقم 1 على العالم بتألقه الكبير في بطولة فرنسا وبتتويجه بلقب كأس الأساتذة.
في العام 2001 عاد كويرتن من جديد للفوز ببطولة فرنسا المفتوحة وبذلك انضم إلى عظماء هذه البطولة ليصنف معهم بيورن بورغ (6) وإيفان ليندل (3) وماتس فيلاندر (3).
بين عامي 1997 و2004 كان كويرتن يحقق لقب واحد على الأقل في كل موسم إلى الوصول لعام 2005 بدأت الإصابات تكثر والأداء يقل واللذان منعا كويرتن من إكمال مسيرته بالشكل المميز.
بعيدا عن ألقاب كويرتن في بطولة فرنسا المفتوحة واللقب الوحيد في كأس الأساتذة فاز كويرتن بخمسة ألقاب في بطولات الأساتذة وأربعة في البطولات الذهبية وسبعة في بطولات التحدي.

## الاعتزال
في 25 مايو 2008 لعب غوستافو كويرتن آخر مباراة له كلاعب محترف امام 15000 ألف متفرج في رولان غاروس، وعندما دخل إلى الملعب كان يرتدي الزي الذي اعتبره جالب للحظ وألوانه كانت زرقاء وصفراء وهذا الزي ارتدى مثله عندما فاز بأول لقب له في هذه البطولة في عام 1997، لكنه لم يستطع هزيمة الفرنسي بول هنري ماثيو وخسر بنتيجة 3 مجموعات (6-3 و 6-4 و 6-2)، وصرح بعدها بأنه يشكر جميع من سانده وكل منظمي البطولة وهو سعيد بما حققه طوال مسيرته.

## سجله في المباريات النهائية

### نهائياتالجراند سلام

#### فردي: 3 (3-0)
| النتيجة | السنة | البطولة              | الأرضية | الخصم في النهائي | نتيجة المباراة        |
| البطل   | 1997  | بطولة فرنسا المفتوحة | ترابية  | سيرجي بروغيرا    | 6–3, 6–4, 6–2         |
| البطل   | 2000  | بطولة فرنسا المفتوحة | ترابية  | ماجنوس نورمان    | 6–2, 6–3, 2–6, 7–6(6) |
| البطل   | 2001  | بطولة فرنسا المفتوحة | ترابية  | اليكس كوريتخا    | 6–7(3), 7–5, 6–2, 6–0 |

### نهائياتكأس الأساتذة

#### فردي: 1 (1-0)
| النتيجة | السنة | البطولة              | الأرضية | الخصم في النهائي | نتيجة المباراة |
| البطل   | 2000  | كأس الأساتذة، لشبونة | صلبة    | أندريه أجاسي     | 6–4, 6–4, 6–4  |

### نهائياتدورات الأساتذة

#### فردي: 10 (5-5)
| النتيجة | السنة | البطولة        | الأرضية | الخصم في النهائي   | نتيجة المباراة              |
| الوصيف  | 1997  | كندا، مونتريال | صلبة    | كريس وودروف        | 7–5, 4–6, 6–3               |
| البطل   | 1999  | مونتي كارلو    | ترابية  | مارسيلو ريوس       | 6–4, 2–1, انسحب.            |
| البطل   | 1999  | روما           | ترابية  | باتريك رافتر       | 6–4, 7–5, 7–6(6)            |
| الوصيف  | 2000  | ميامي          | صلبة    | بيت سامبراس        | 6–1, 6–7(2), 7–6(5), 7–6(8) |
| الوصيف  | 2000  | روما           | ترابية  | ماجنوس نورمان      | 6–3, 4–6, 6–4, 6–4          |
| البطل   | 2000  | هامبورغ        | ترابية  | مارات سافين        | 6–4, 5–7, 6–4, 5–7, 7–6(3)  |
| البطل   | 2001  | مونتي كارلو    | ترابية  | هشام أرازي         | 6–3, 6–2, 6–4               |
| الوصيف  | 2001  | روما           | ترابية  | خوان كارلوس فيريرو | 3–6, 6–1, 2–6, 6–4, 6–2     |
| البطل   | 2001  | سنسيناتي       | صلبة    | باتريك رافتر       | 6–1, 6–3                    |
| الوصيف  | 2003  | إنديان ويلز    | صلبة    | ليتون هيويت        | 6–1, 6–1                    |